# Aix-la-Fayette
Aix-la-Fayette é uma comuna francesa na região administrativa de Auvérnia-Ródano-Alpes, no departamento Puy-de-Dôme. Estende-se por uma área de 13 km². Em 2010 a comuna tinha 93 habitantes (densidade: 7,2 hab./km²).